# ACAB - La serie
ACAB - La serie è una serie televisiva italiana distribuita da Netflix il 15 gennaio 2025, diretta da Michele Alhaique e prodotta da Stefano Sollima, tratto dal libro ACAB. All cops are bastards di Carlo Bonini e sequel del film ACAB - All Cops Are Bastards.

## Trama
Durante una notte di scontri in Val di Susa contro gli attivisti NO TAV, l'ispettore Pietro Fura, comandante della squadra Roma del Reparto mobile rimane gravemente ferito dal lancio di una bomba carta. La sua squadra, guidata dal veterano ispettore Valenti detto Mazinga, reagisce al ferimento aggredendo in maniera feroce i manifestanti. Dopo il ferimento Fura è costretto ad abbandonare la polizia e viene sostituito dall'ex comandante del reparto mobile di Senigallia Michele Nobili, disprezzato dagli altri agenti per aver testimoniato contro dei colleghi a un processo per violenze subite da un detenuto. Nel frattempo, dopo che uno dei manifestanti entra in coma, viene aperta un'indagine interna su quanto avvenuto durante gli scontri e viene inviato un procuratore da Torino per accertare le responsabilità. La squadra reagisce all'indagine in maniera compatta negando ogni coinvolgimento, e respingendo le accuse, ma gli interrogatori e la pressione mettono a dura prova gli agenti ciascuno dei quali deve anche combattere con problemi personali extra lavorativi.

## Episodi
| Stagione       | Episodi | Pubblicazione Italia |
| -------------- | ------- | -------------------- |
| Prima stagione | 6       | 2025                 |

## Personaggi e interpreti

### Personaggi principali
- Ivano "Mazinga" Valenti , interpretato da Marco Giallini. Unico personaggio presente anche nel film del 2012, è il veterano del gruppo. Poliziotto vecchio stampo, crede che la violenza sia una componente ineluttabile del lavoro, e disprezza il nuovo caposquadra Nobili. In contrasto al suo lato professionale, nella vita privata è calmo e pacifico e si dedica alla cura delle piante. Vedovo, ha un figlio, con cui non mantiene più alcun rapporto.
- Michele Nobili, interpretato da Adriano Giannini. Caposquadra a Senigallia, decide di accettare l'incarico a Roma per avvicinarsi alla famiglia. I suoi valori morali, che lo portano a cercare sempre di mantenersi all'interno dei confini della legalità, gli impediscono di essere accettato dal gruppo che invece riconosce Mazinga come unica figura di riferimento.
- Marta Sarri, interpretata da Valentina Bellè. Entrata nel Reparto Mobile dopo l'apertura alle donne nel 2018, è madre single di una figlia adolescente di 13 anni, che cerca di proteggere dal ritorno del padre ex-alcolista da cui si era separata per le ripetute violenze subite.
- Salvatore Lovato, interpretato da Pierluigi Gigante. Ex militare, con alle spalle missioni nel Kurdistan iracheno e Afghanistan, vive in caserma ossessionato dalla disciplina e dalla forma fisica. Ha grosse difficoltà relazionali, riuscendo a interagire solo con i membri della squadra. Porta avanti un rapporto a distanza con Lena, una ragazza che non ha mai incontrato di persona.
- Pietro Fura, interpretato da Fabrizio Nardi. Caposquadra del reparto mobile di Roma, di cui approva e condivide i metodi spicci e violenti, rimasto in sedia a rotelle dopo il ferimento in Val di Susa è costretto a lasciare le forze dell'ordine e a tornare alla vita civile, dove deve ricostruire il rapporto con sua moglie Anna che vuole lasciarlo.
- Anna Fura, interpretata da Donatella Finocchiaro. È la moglie di Pietro, che non ha mai condiviso la visione del lavoro di suo marito e vuole lasciarlo. Dopo l'incidente a suo marito cerca di avvicinarsi a Ivano per trovare conforto, che però la respinge in virtù del senso di lealtà verso Pietro.
- Agente Juri Bonamin, interpretato da Federico Mainardi.
- Agente Antonino Flores, interpretato da Daniele Natali.
- Agente Enzo Pignarelli, interpretato da Maurizio Tesei.
- Arturo Manna, interpretato da Aniello Arena. È il dirigente superiore del reparto celere.
- Daniela Nobili, interpretata da Chiara Muscato. È la moglie di Michele Nobili.
- Gianmarco Levi, interpretato da Fulvio Pepe. È il procuratore aggiunto di Torino che indaga sui fatti della Val di Susa.

### Personaggi secondari
- Emma Nobili, interpretata da Flavia Leone. È la figlia di Michele e Daniela che tenta il suicidio dopo una violenza subita.

- Agente Amerigo Panebianco, interpretato da Sandro Bersani. È l'autista del blindato.
- Agata, interpretata da Giorgia Morizzo. È la figlia di Marta Sarri.
- Mauro, interpretato da Renato Marchetti. È l’avvocato di Marta Sarri.
- Alessandro Vendetti, interpretato da Riccardo Buccini.
- Stefano, interpretato da Riccardo Gamba.
- Decimo, interpretato da Tommaso Montefiori.
- Giulia, interpretata da Arianna Primavera.

## Accoglienza
ACAB - La serie ha ottenuto recensioni generalmente favorevoli da parte della critica televisiva.

## Riconoscimenti
- 2025 – Nastri d'argento - Grandi Serie[7]
  - Candidatura alla miglior serie crime
- 2025 – Italian Global Series Festival
  - Candidatura alla miglior sceneggiatura in una serie drama a Luca Giordano, Bernardo Pellegrini, Filippo Gravino, Elisa Dondi, Carlo Bonini[8]